# ICE 4 (Projektstudie)
Als ICE 4 wurde zunächst eine im Jahr 1996 initiierte Projektstudie bezeichnet, in der verschiedene Konzepte zur Kapazitätssteigerung im deutschen Schienenpersonenfernverkehr mit speziellen ICE-Zügen untersucht wurden. Die Erkenntnisse führten nicht zu konkreten Entwicklungen, waren also auch nicht die Grundlage für den ab 2013 gebauten ICE 4. 
Die Projektstudie sollte Perspektiven über den zu diesem Zeitpunkt in Entwicklung befindlichen ICE 3 hinaus aufzeigen. Das von der deutschen Schienenfahrzeugindustrie in Abstimmung mit der Deutschen Bahn betriebene Projekt ging aus der Erwartung weiterer Verkehrszunahmen im Schienenpersonenfernverkehr hervor. In ihm sollten Lösungen gefunden werden, die Kapazität unter den Rahmenbedingungen begrenzter Trassenkapazität (insbesondere in Knotenbahnhöfen) und begrenzter, bereits ausgeschöpfter Zuglängen (400 Meter) weiter zu steigern. Durch Doppelstockzüge bzw. überbreite Züge sollte die Kapazität – je nach Komfortanspruch – ohne Taktverdichtung um 30 bis 50 Prozent erweitert werden.
Die Denkansätze waren „stark [davon] abhängig (…) wie sich die Nachfrageentwicklung“ bei DB Fernverkehr entwickeln würde.

## Fahrzeugkonzepte
Im Oktober 1996 legten die beteiligten Industrieunternehmen die Ergebnisse ihrer Überlegungen vor:
- Die Grundvariante Komfort/Bistro bot 456 Sitzplätze in beiden Klassen (im Vergleich zu 391 des damaligen ICE 3).[1]
- Daraus abgeleitet wurde die Variante High Density (Englisch für große Dichte). Bei nahezu unverändertem Sitzabstand wurde auf Sitzplätze der 1. Klasse verzichtet und das Bistro durch einen Automaten ersetzt. Dieses Konzept diente im Wesentlichen der Demonstration der maximal möglichen Besetzung.[1]
- Eine Doppelstockvariante bot 629 Sitzplätze der 2. Klasse. Auf ein Bistro und Sitzplätze der 1. Klasse wurde verzichtet. Die Einstiegstüren in diesem Konzept waren auf 1150 Millimeter verbreitert worden, das Gepäck sollte in raumhohen Gepäckablagen abgelegt werden können. Durch die Anordnung der Wagenübergänge im Oberdeck sollte in den Unterdecks eine Art „Ruhezone“ entstehen.[1] Geprüft wurden Varianten eines Triebkopfzuges wie auch eines Triebwagenzuges mit verteiltem Antrieb.[3]
- In einem überbreiten, einstöckigen Konzept wurde die Wagenbreite auf 3300 Millimeter vergrößert und eine zusätzliche Sitzreihe untergebracht. Mit 605 Sitzplätzen (nur 2. Klasse) wurde nahezu die Zahl der Sitzplätze einer Doppelstockvariante erreicht. Die Entwicklung derartiger Züge hätte zunächst eine vertiefte Untersuchung der notwendigen Infrastruktur erfordert.[1] Mit einem Bezugsmaß von 3,57 m wäre die Fahrzeugbegrenzung der Eisenbahn-Bau- und Betriebsordnung überschritten worden. Auf den aufkommensstarken Achsen Berlin–Köln–Stuttgart–München und Hamburg–München hätten diese Züge aufgrund einer Reihe von Zwangspunkten nicht fahren können.[2]

Alle Züge waren als Einsystemzug mit einer installierten Leistung von 8 MW und einer betrieblichen Höchstgeschwindigkeit von 330 km/h ausgelegt. Wie der ICE 3 verfügten sie über Wirbelstrombremsen und Audiomodule an allen Sitzplätzen. Der Sitzplatzabstand in allen Varianten lag bei 940 Millimeter bei Einzelsitzen sowie 1900 Millimeter bei Vis-à-vis-Bestuhlung (2. Klasse). In der 1. Klasse (soweit vorhanden) lagen diese Werte bei 1005 bzw. 1980 Millimeter.
Die Kosten je Sitzplatz lagen zwischen 83.800 und 100.000 DM (ca. 42.000 bis 51.000 Euro).
Neben diesen Fahrzeugkonzepten wurden auch weitere Varianten, darunter auch solche mit Neigetechnik untersucht.

## Weitere Entwicklung
Aus der Projektstudie gingen keine konkreten Entwicklungen hervor, da die Deutsche Bahn zunächst keinen unmittelbaren Bedarf für derartige Fahrzeuge sah und die Betriebseinführung des ICE 2 (bis 1999) sowie des ICE 3 (bis 2003) größere Aufmerksamkeit erforderte. Lediglich eine Variante mit Überbreite wurde im Jahr 2000 nochmals eingehend untersucht.
Nach einer anderen Quelle führten DB Fernverkehr und DB Netz Ende der 1990er Jahre Untersuchungen durch, ob Züge mit einer um 40 cm vergrößerten Fahrzeugbreite auf den hochbelasteten Relationen Berlin–Hannover–Frankfurt–Stuttgart–München sowie Berlin–Köln–Frankfurt eingesetzt werden könnten. Ein freizügiger Einsatz im gesamten Streckennetz war von vornherein ausgeschlossen. Für eine überbreite Fahrzeugvariante hatten nicht zuletzt wirtschaftliche Überlegungen gesprochen: Derartige Fahrzeuge hätten nicht neu konzipiert werden müssen, sondern hätten aus dem ICE 3 abgeleitet werden können.